# İlbeyi, Kiğı
İlbeyi là một xã thuộc huyện Kiğı, tỉnh Bingöl, Thổ Nhĩ Kỳ.